# Skyper大厦
Skyper大厦是德国法兰克福火车站区（Bahnhofsviertel）的综合建筑群。三座建筑中最高的一座是高38层，154米的摩天大楼。它的象限形轮廓是法兰克福城市景观的一个独特部分。
塔楼于2004年竣工，由玻璃中庭与1915年的新古典主义别墅相连。该别墅被列为重要历史建筑。菲利普·霍尔兹曼建筑集团将该地产用作其公司总部。该住宅和商业建筑由52套一到三房公寓和地面零售空间构成。
这个4.8亿欧元的项目，委托法兰克福JSK建筑事务所设计。新业主德卡银行购买了该物业。2005年完工后，德卡银行作为主要用户使用较低楼层。该建筑的较高楼层由著名的汇丰银行和华利安占据。自2006年以来，Skyper大厦由一家属于瑞士银行集团UBS的投资公司拥有。